# 다카다성

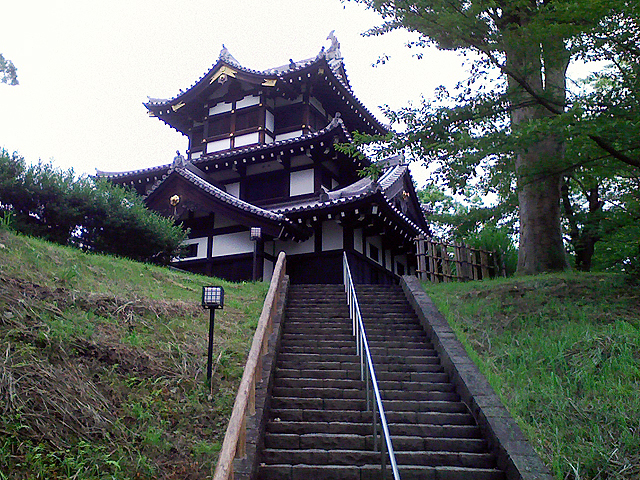
3층망루

다카다성(일본어: 高田城)은 니가타현 조에쓰시 모토시로 정에 있는 윤곽식 평성이다. 에도 시대 다카다번의 번청이 있었다. 이명으로는 사메가 성(鮫ヶ城: 상어성), 세키 성(関城) 등이 있다.

## 개요
도쿠가와 이에야스의 6남 마쓰다이라 다다테루에 의해 지어져 주변 여러 다이묘의 조력으로 지어진 몇 안되는 성중 한 곳이다. 성의 설계와 감독은 다다테루의 장인 다테 마사무네가 한 것으로 알려져 있다.
다카다 성은 다카다 평야에 있는 보다이가하라(菩提ヶ原)에 지어진 평성이다. 성의 중심에 혼마루를 두고, 그 주위를 니노마루가 싸고 있으며, 니노마루의 남쪽에 산노마루를, 북쪽에 기타노마루를 배치하였다. 주변 세키가와 강과 아오다 강 등을 해자로 삼았다. 그리고, 성은 흙으로 쌓은 토성으로 석벽이 일체 없다. 저습지에 축성한 탓에 배수기능을 고려한 것으로 보인다. 성의 상징인 천수는 1614년 3층3계로 지어져 있으며, 오산가이 야루라 즉 3층망루로 불리고 있다. 당시에 조성된 3층망루의 외관은 알려져 있지 않으며, 단지 에도 성의 후시미 망루를 닮았다고 전해져 온다.
메이지 시대 이후, 육군의 주둔지로 사용되어 성루 및 해자가 철거 매몰되어, 현재는 성의 서쪽 반정도만 남아 있다. 혼마루를 포함해 성루, 해자 일부가 남아 있고, 공원으로 정비되었다. 또, 성의 상징으로 볼 수 있는 3층망루는 1993년 재건된 것이다. 아울러 성터는 2002년 니가타 현 사적으로 등재되어 있다.